# Idealgas
 Denne artikel omhandler den klassiske idealgas. For andre idealgasser, se Idealgas (flertydig).
Idealgassen er en idealiseret model, der kan bruges på mange virkelige gasser. En idealgas består af mikroskopiske partikler, jf. den kinetiske gasteori, hvis kinetiske energi udgør gassens indre energi. Flere af de makroskopiske størrelser i idealgassen er relaterede vha. idealgasligningen.

## Antagelser og anvendelighed
For den ideale gas antages det, at den består af punktformede partikler, der kan bevæge sig i tre dimensioner. Partiklerne kan støde ind i hinanden ved fuldstændigt elastiske kollisioner, men interagerer ellers ikke, og der er således ikke nogen potentiel energi. Den kinetiske energi beregnes klassisk, så modellen tager ikke højde for relativistiske effekter.
Idealgassen er altså mest præcis som model ved:
- Høje temperaturer: Ved høje temperaturer har gasmolekylerne så høj kinetisk energi {\displaystyle E_{\text{kin}}}, at den potentielle energi {\displaystyle E_{\text{pot}}}, der kommer af interaktionen mellem molekylerne, er meget mindre:

{\displaystyle E_{\text{pot}}\ll E_{\text{kin}}}
- Lavt tryk: Ved lavt tryk er der så stor afstand mellem molekylerne, at man kan se bort fra molekylernes ekskluderede volumen {\displaystyle V_{\text{mol}}}.

{\displaystyle V_{\text{mol}}\ll {\frac {V}{nN_{A}}}}.
- Ikke-relativistiske hastigheder: Hvis partiklernes hastighed {\displaystyle v} kommer tæt på lysets hastighed {\displaystyle c}, skal der tager højde for relativistisk mekanik, hvilket gøres for relativistiske gasser.[1]

{\displaystyle v\ll c}
Modellen tager heller ikke højde for faseovergange, da en idealgas ikke kan kondensere og blive til en væske; i så fald skal andre modeller såsom van der Waals-gassen tages i brug.. I en idealgas er kvantemekaniske effekter ligeledes fraværende.
På trods af begrænsningerne er idealgassen dog en simpel og praktisk model, der kan bruges til at forstå varmekraftmaskiner. Den bruges også inden for astrofysik og atmosfæriske fysik såsom i den barometriske højdeformel.

## Kinetisk og indre energi
Siden partiklerne i en idealgas ikke interagerer med hinanden, er partiklernes energi blot deres kinetiske energi {\displaystyle E_{\text{kin}}} givet ved:
{\displaystyle E_{\text{kin}}={\frac {1}{2}}m{\vec {v}}^{2}}
hvor {\displaystyle m} er en partikels masse, og {\displaystyle {\vec {v}}} er hastigheden.
Det kan vises, at partiklernes hastighed er Maxwell-Boltzmann-fordelt, og den gennemsnitlige kinetiske energi for en partikel er derfor også givet ved:
{\displaystyle \langle E_{\text{kin}}\rangle ={\frac {3}{2}}k_{\text{B}}T}
hvor {\displaystyle k_{\text{B}}} er Boltzmanns konstant, og {\displaystyle T} er temperaturen. Energien er altså proportional med temperaturen, hvilket stemmer overens med den brede forståelse af temperatur.
Den samlede energi for hele gassen - dvs. den indre energi {\displaystyle U} - er nu blot den gennemsnitlige kinetiske energi gange antallet af partikler {\displaystyle N}:
{\displaystyle U=N\langle E_{\text{kin}}\rangle ={\frac {3}{2}}Nk_{\text{B}}T}
Dette kan også udtrykkes vha. stofmængde {\displaystyle n}:
{\displaystyle U={\frac {3}{2}}nRT}
hvor Boltzmanns konstant er erstattet af gaskonstanten {\displaystyle R}.

## Idealgasligningen
I en beholder vil sammenstød mellem partikler og beholderens vægge blive målt som et tryk {\displaystyle p} på makroskopisk niveau. Siden temperaturen er relateret til kinetisk energi, kan det vises, at den også er relateret til tryk og volumen {\displaystyle V} ved:
{\displaystyle pV=nRT}
Dette er idealgasligningen. Ligningen blev oprindeligt udledt vha. forsøg på virkelige gasser, hvilket viser idealgassens anvendelighed som model.

## Varmekapacitet
Varmekapaciteterne - hvor meget varme, der skal tilføres, for at hæve temperaturen - for konstant volumen {\displaystyle C_{V}} og konstant tryk {\displaystyle C_{p}} er generelt givet ved:
{\displaystyle {\begin{aligned}C_{V}&=\left({\frac {\partial U}{\partial T}}\right)_{V}\\C_{p}&=C_{V}+\left[\left({\frac {\partial U}{\partial V}}\right)_{T}+p\right]\left({\frac {\partial V}{\partial T}}\right)_{p}\end{aligned}}}
For en idealgas bliver den første:
{\displaystyle C_{V}={\frac {\partial }{\partial T}}\left({\frac {3}{2}}nRT\right)={\frac {3}{2}}nR}
Varmekapaciteten er altså proportional med gaskonstanten.
Ved konstant tryk kan det anvendes, at den indre energi ikke kan ændre sig, hvis temperaturen er konstant:
{\displaystyle \left({\frac {\partial U}{\partial V}}\right)_{T}=0}
Vha. idealgasligningen kan den afledte til volumenet med hensyn til temperatur ved konstant tryk skrives som:
{\displaystyle \left({\frac {\partial V}{\partial T}}\right)_{p}={\frac {\partial }{\partial T}}\left({\frac {nRT}{p}}\right)={\frac {nR}{p}}}
Varmekapaciteten ved konstant tryk er derfor:
{\displaystyle {\begin{aligned}C_{p}&=C_{V}+\left[0+p\right]{\frac {nR}{p}}\\C_{p}&={\frac {3}{2}}nR+nR\\C_{p}&={\frac {5}{2}}nR\end{aligned}}}
Adiabateksponenten er derfor:
{\displaystyle \gamma ={\frac {C_{p}}{C_{V}}}={\frac {C_{p}}{C_{V}}}={\frac {{\frac {5}{2}}nR}{{\frac {3}{2}}nR}}}
og altså:
{\displaystyle \gamma ={\frac {5}{3}}}

## Termodynamiske processer
En idealgas kan udsættes for termodynamiske processer og kan derfor bruges til at modellere varmekraftmaskiner.

### Isoterm proces
For en isoterm proces er temperaturen konstant, hvilket gør hele højresiden i idealgasligningen til en konstant:
{\displaystyle pV=k}
For en isoterm kompression er tryk og volumen altså omvendt proportionale:
{\displaystyle p\propto {\frac {1}{V}}}
Da den indre energi kun afhænger af temperatur, ændrer den sig ikke
{\displaystyle \Delta U=0}
og den tilførte varme udlignes derfor af arbejdet
{\displaystyle \Delta Q=-\Delta W}
Arbejdet er givet ved
{\displaystyle \Delta W=-\int _{V_{1}}^{V_{2}}p\mathrm {d} V}
Trykket er omvendt proportionalt med volumenet, så integralet er:
{\displaystyle \Delta W=-nRT\int _{V_{1}}^{V_{2}}{\frac {1}{V}}\mathrm {d} V=nRT\ln {\frac {V_{1}}{V_{2}}}}
Varmen er dermed:
{\displaystyle \Delta Q=nRT\ln {\frac {V_{2}}{V_{1}}}}
Det ses, at gassen modtager varme under en ekspansion, men mister varme under en kompression.

### Isobar proces
For en isobar proces er trykket konstant, hvilket betyder, at volumen og temperatur er proportionale:
{\displaystyle V\propto T}
Arbejdet er
{\displaystyle \Delta W=-p\Delta V}
mens ændringen indre energi er
{\displaystyle \Delta U={\frac {3}{2}}p\Delta V}
Varmen er tilsvarende:
{\displaystyle \Delta Q=\Delta U-\Delta W={\frac {3}{2}}p\Delta V+p\Delta ={\frac {5}{2}}p\Delta V}
Pga. varmetab mister gassen altså energi, når den pressen sammen. Dette gør den for at undgå, at trykket stiger. Vha. udtrykket for indre energi, kan dette også skrives som
{\displaystyle \Delta Q={\frac {5}{2}}nR\Delta T}
Det ses, at faktoren foran temperaturændringen er {\displaystyle C_{p}}, hvilket var forventeligt.

### Adiabatisk proces
Under en adiabatisk proces bliver der ikke overført nogen varme:
{\displaystyle \delta Q=0}
Differentialet for den indre energi er derfor blot:
{\displaystyle dU=\delta W=-p\mathrm {d} V}
Men differentialet kan også skrives som:
{\displaystyle dU={\frac {3}{2}}nR\mathrm {d} T}
Disse to udtryk sætter lig hinanden, og trykket erstattes vha. idealgasligningen:
{\displaystyle =-{\frac {nRT}{V}}\mathrm {d} V={\frac {3}{2}}nR\mathrm {d} T}
De variable separeres, og faktorer flyttes til venstre side:
{\displaystyle -{\frac {2}{3}}{\frac {1}{V}}\mathrm {d} V={\frac {1}{T}}\mathrm {d} T}
Begge sider integreres:
{\displaystyle {\begin{aligned}-{\frac {2}{3}}\int _{V_{1}}^{V_{2}}{\frac {1}{V}}\mathrm {d} V&=\int _{T_{1}}^{T_{2}}{\frac {1}{T}}\mathrm {d} T\\{\frac {2}{3}}\ln {\frac {V_{1}}{V_{2}}}&=\ln {\frac {T_{2}}{T_{1}}}\\\ln \left(\left({\frac {V_{1}}{V_{2}}}\right)^{\frac {2}{3}}\right)&=\ln {\frac {T_{2}}{T_{1}}}\\\left({\frac {V_{1}}{V_{2}}}\right)^{\frac {2}{3}}&={\frac {T_{2}}{T_{1}}}\\T_{1}V_{1}^{\frac {2}{3}}&=T_{2}V_{2}^{\frac {2}{3}}\end{aligned}}}
Det ses, at eksponenten er relateret til adiabateksponentet ved:
{\displaystyle {\frac {2}{3}}=\gamma -1}
Så for en adiabatisk proces gælder bevarelsesloven:
{\displaystyle TV^{\gamma -1}=k}
Med idealgasligningen kan temperatur også erstattes med tryk:
{\displaystyle {\frac {pV}{nR}}V^{\gamma -1}=k}
Der gælder altså tilsvarende for tryk og volumen:
{\displaystyle pV^{\gamma }=k}
eller
{\displaystyle p\propto {\frac {1}{V^{\gamma }}}}
Adiabateksponenten er større end 1, så i et pV-diagram er kurven for en adiabatisk proces stejlere end for en isoterm proces.

### Isometrisk proces
For en isometrisk proces er volumenet konstant, hvilket betyder, at tryk og temperatur er proportionale:
{\displaystyle p\propto T}
Hvis en lukket beholder opvarmes, vil trykket i den altså stige.
Der kan ikke udføres volumenarbejde:
{\displaystyle \delta W=-p\mathrm {d} V=0}
så varmeoverførslen er lig med ændringen i indre energi
{\displaystyle \Delta Q=\Delta U}
Ved at indsætte den indre energi er varmen relateret til temperaturændringen ved:
{\displaystyle \Delta Q={\frac {3}{2}}nR\Delta T}
Det ses, at faktoren er lig med {\displaystyle C_{V}} som forventet.
Vha. idealgasligningen kan varmen alternativ udtrykkes som:
{\displaystyle \Delta Q={\frac {3}{2}}V\Delta p}